# 中瀬航也
中瀬 航也（なかせ こうや、1971年 - ）は、日本のソムリエ。
1986年創業のシェリー酒専門店である「銀座しぇりークラブ」の店長を勤め、ボデガ（bodega, 複数形はボデガス: bodegas、スペインでのワイナリーの呼称）やアンダルシア州政府、EU（FIAB）などの依頼を受け、数多くのプロモーションをこなす。
「日本のシェリー酒の第一人者」と称される。熟成古酒にも詳しい。イギリスを知る会会員。
親戚には日本での会計士第一号登録の中瀬勝太郎（1884-1955）や、元三陽商会会長の中瀬雅道がいる。

## 略歴
1971年に東京都国分寺市で生まれ、神奈川県横須賀市馬堀海岸で育つ。学生時代はアルバイトで得た収入をほぼ全て海外旅行につぎ込み、ヨーロッパ、アフリカを主に回る。。
アルバイトも飲食業を中心に経験し、駿台トラベル&ホテル専門学校を卒業後、飲食店で、ソムリエ、きき酒師（日本酒ソムリエ）、調理師として働き、ワイン業界からシェリー酒に興味を抱くようになった。1994年より2005年まで銀座のシェリー専門店「しぇりークラブ」で店長を務める。
2000年にゴンサレス・ビアス（スペイン）で、2002年にはオズボーンで、それぞれベネンシアドール（シェリー酒の熟成度合いをチェックするテイスター）の実技試験に合格し、ヘレスの原産地呼称統制委員会から2002年ベネンシアドール・デ・メリトの称号を授与される。

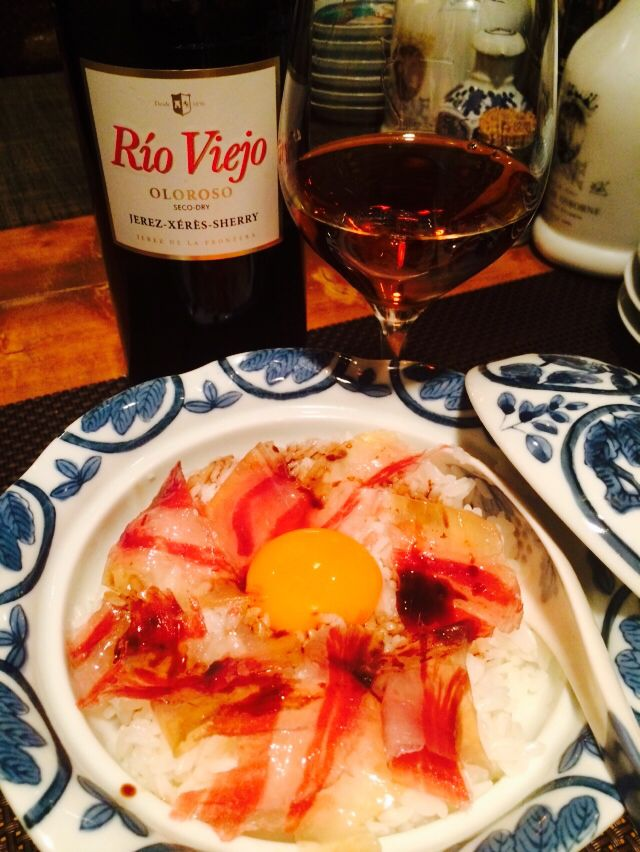
イベリコ丼

2005年、銀座にバー「シェリー・ミュージアム」を開業。シェリー・ミュージアムには、後にバカルディ・レガシー・カクテルコンペティション2012で総合優勝する日本人バーテンダー後閑信吾が働いていたこともある。
2014年に東京都五反田でシェリー専門バー（南蛮料理）|シェリー専門バー（南蛮料理）「Bar Sherry Museum」を開業（移転）する。
自店では、シェリーの提供だけでなく、料理とのペアリングを提案。シェリーを楽しみながらの演奏家、声楽家を招いての演奏イベント、大学教授や各業界の専門家やビジネスマンをゲストスピーカーとして招いての勉強会（新月の会）、シェリーに酔いしれる落語の会など主催し、シェリーの楽しみ方の提案を行っている。
シェリーに合う料理として、スペイン産のイベリコハムを丼にした「イベリコ丼」を考案した。
店舗運営の傍ら、日本全国（北は札幌、南は沖縄）で、依頼、主催、共催でシェリー・セミナーやイベントを行う他、大学（同志社、東洋大学、立教大学）などでゲストスピーカーで講演も行う。

## 書籍出版
単著
- 『シェリー酒: 知られざるスペイン・ワイン』 PHP研究所、2003年、ISBN 9784569631639
- 『Sherry - Unfolding the Mystery of Wine Culture』 志學社、2017年、ISBN 9784904180709

共著
- 『南スペイン・アンダルシアの風景』 丸善、2005年、ISBN 9784621061053
- 『スペイン文化事典』 丸善、2011年、ISBN 9784621083000

## オリジナルシェリー

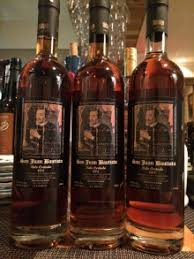

2014年スペインと日本の国交400周年を記念して、「サン・フアン・バウティスタ・パロ・コルタド・VOS・シェリー」を企画、限定販売。ラベルは、1613年、使節としてスペインに渡った支倉常長の肖像画を起用し、国宝「支倉常長像」を仙台市博物館の許可の元、使用した。